# Why Can't I?
Why Can't I? è un brano musicale della cantante Liz Phair, estratto come primo singolo dal suo quarto album omonimo, Liz Phair, del 2003. Si è spinto sino alla posizione numero 32 nella Billboard Hot 100, divenendo il singolo più venduto dell'artista sino ad ora.
Il singolo contiene le b-sides Jeremy Engle e Fine Again.
Il singolo è stato anche scelto per la colonna sonora dei film Contratto d'amore, 30 anni in 1 secondo e Appuntamento da sogno!. È stato anche inserito in una puntata della serie televisiva The O.C. e in un promo della decima stagione di Friends.

## B-sides
1. Jeremy Engle
2. Fine Again

## Video
Il video è stato diretto da Phil Harder. Pubblicato nel gennaio 2004, è ricordato per i molti look esibiti da Liz Phair. Nel video la cantante e la sua band suonano in colori diversi come se fossero immagini animate fra le pagine della custodia di un CD.

## Classifiche
| Classifica (2003)   | Posizione massima |
| ------------------- | ----------------- |
| Belgio (Fiandre)    | 17                |
| Nuova Zelanda       | 37                |
| Stati Uniti         | 32                |
| Stati Uniti (Adult) | 7                 |